# Murles
Murles – miejscowość i gmina we Francji, w regionie Oksytania, w departamencie Hérault.
Według danych na rok 1990 gminę zamieszkiwało 200 osób, a gęstość zaludnienia wynosiła 8 osób/km² (wśród 1545 gmin Langwedocji-Roussillon Murles plasuje się na 709. miejscu pod względem liczby ludności, natomiast pod względem powierzchni na miejscu 274.).